# Mirza Delibašić
Mirza Delibašić (Tuzla 9 de enero de 1954-Sarajevo, 8 de diciembre de 2001) fue un jugador de baloncesto bosnio que jugó en la selección de Yugoslavia. Jugaba en la posición de escolta. Se le recuerda por ser, sobre todo, un grandísimo tirador.

## Biografía
Comenzó su carrera como jugador profesional en el Bosna Sarajevo como fichaje del entrenador Bogdan Tanjević. Con este equipo ganó la Copa de Europa de Baloncesto en 1979, ganando en la final al gran Ignis de Varese, que participaba en aquella ocasión en su décima final consecutiva.
Al año siguiente, en 1980, le ficha el Real Madrid con quien ganaría el título de campeón de la liga española en 1982, el campeonato mundial de clubes en 1981 y el subcampeonato de la Recopa en 1982.
A nivel de selecciones nacionales, forma parte de la generación de oro de la selección yugoslava, la de los Zoran Slavnić, Dražen Dalipagić, Dragan Kićanović, Krešimir Ćosić, Zeljko Jerkov y Ratko Radovanović, entre otros, participando en la consecución de la medalla de oro en los Juegos Olímpicos de Moscú de 1980, un Campeonato del Mundo en 1978 y dos Campeonatos de Europa en 1975 y 1977.
En 1993 consigue formar la primera selección bosnia de baloncesto, a pesar de las dificultades impuestas por la guerra en la que se encuentra inmerso el país. El grueso de aquella selección estaba formado por jugadores que llevaban meses apartados de la práctica profesional del baloncesto e implicados en tareas militares. En abril de 1993, Delibašić y varios de sus jugadores se evaden del sitio de Sarajevo para participar durante los meses siguientes en los Juegos Mediterráneos y después en los Campeonatos de Europa que se celebran en Alemania.
Murió de un cáncer linfático en Sarajevo el 8 de diciembre de 2001.

## Clubes
- 1968-1972  Sloboda Tuzla
- 1972-1981 Bosna Sarajevo
- 1981-1983 Real Madrid

## Palmarés
- Liga de Yugoslavia: 2

Bosna Sarajevo: 1977-78, 1979-80.
- Copa de Yugoslavia: 1

Bosna Sarajevo:  1978
- Euroliga: 1

Bosna Sarajevo:  1979.
- Copa Intercontinental: 1

Real Madrid:  1981.
- Liga española: 1

Real Madrid:  1981-82.